# Famiglie di Araneae
Elenco alfabetico delle 128 famiglie dell'ordine Araneae classificate a gennaio 2021. In tabella viene riportato il nome della famiglia, il nome del descrittore, o dei descrittori, della famiglia stessa; l'anno in cui è stata descritta per la prima volta, di quanti generi e specie è composta; l'infraordine di appartenenza e un'immagine di una specie ove presente:

## Descrittori delle famiglie di Araneae
Di seguito l'elenco dei descrittori che hanno descritto più di 2 famiglie e il numero delle famiglie descritte:
1. Simon                  = 43
2. Thorell            = 12
3. Hedin	          =  7
4. Bond                     =  6
5. C. L. Koch         =  6
6. Blackwall            =  4
7. Lehtinen             =  4
8. Bertkau             =  4
9. Ramírez =  4
10. Opatova                =  3
11. Pocock        =  3
12. Sundevall      =  3